# Valnet (entreprise)
Pour les articles homonymes, voir Valnet.
Valnet Inc. est une entreprise canadienne de publication numérique et d'investissement dans les médias basée à Montréal, au Canada.
En 2023, Valnet déclare avoir « un objectif clair : devenir la plus grande société d'investissement dans le contenu et le numérique que le monde ait jamais connue ».
L'entreprise est également connue pour produire en masse des contenus numériques, privilégiant la quantité à la qualité.

## Histoire
La société est fondée en août 2012 par les frères Hassan et Ouissam Youssef, deux hommes d'affaires canadiens ayant fait fortune en dirigeant la société Mansef (connue notamment pour son site web Brazzers), spécialisée dans l'industrie pornographique,,.
En mai 2025, Valnet rachète le site web Polygon au groupe Vox Media, ce qui entraîne le licenciement d'« une grande partie de son équipe de direction » et de son personnel, selon le journal spécialisé Kotaku. La rédactrice en chef Chelsea Stark déclare que les licenciements concernent plus de 20 employés, dont le cofondateur et rédacteur en chef Chris Plante,,.

## Modèle économique
Les sites web appartenant à Valnet ont pour cibles les passionnés de cinéma, de télévision, de jeux vidéo et de bandes dessinées, et requièrent un important trafic internet pour générer des revenus grâce à la publicité en ligne.

## Filiales
| Nom                  | Date de fondation | Date de rachat | Source(s) |
| -------------------- | ----------------- | -------------- | --------- |
| Collider             | 2005              | 2020           | [ 8 ]     |
| Comic Book Resources | 1995              | 2016           | [ 9 ]     |
| DualShockers         | 2009              | 2022           | ,         |
| Game Rant            | 2009              | 2019           | [ 12 ]    |
| Hardcore Gamer       | 2012              | 2023           | [ 13 ]    |
| How-To Geek          | 2006              | 2023           | [ 14 ]    |
| MovieWeb             | 1995              | 2021           | [ 15 ]    |
| OpenCritic           | 2015              | 2024           | ,         |
| Polygon              | 2012              | 2025           | ,         |
| Screen Rant          | 2003              | 2015           | [ 18 ]    |
| TheGamer             | 2017              | -              | ,         |

## Controverses

### Mauvaises conditions de travail
Le 15 février 2024, Daniel Quintiliano, un ancien journaliste indépendant du groupe Valnet, intente une action en justice devant la Cour supérieure de Californie contre l'entreprise, réclamant 40 000 $ pour des violations telles que le non-paiement du salaire minimum, des heures supplémentaires, l’absence de pauses repas ou de repos, ainsi que le non-remboursement des frais professionnels. À la suite de cette plainte, Valnet propose un paiement de 100 $, puis de 200 $, à ses contractants en échange de la signature d'une décharge les engageant à ne pas mener d'actions collectives contre la société.
Par la suite, dans un enquête parue le 20 mars 2025, s'appuyant sur des conversations avec 15 contributeurs actuels et anciens de Valnet, le journal The Wrap révèle des conditions de travail abusives. D'après la rédaction, « lorsque Valnet reprend un site de fans, la méthode est bien rodée : les employés sont remplacés par des sous-traitants, les rémunérations s’effondrent et les auteurs qui se plaignent se retrouvent sur une liste noire qui leur interdit de travailler pour les sites de Valnet ».
Selon plusieurs pigistes qui ont parlé à The Wrap, les tarifs sur certains des sites web rachetés par Valnet ont chuté de 150 $ pour les critiques à 40 $, et ils seraient même de 30 dollars en 2025. Un ancien pigiste du site web Collider déclare quant à lui qu'il était auparavant « rémunéré 250 dollars par article » mais qu'« après l'arrivée de Valnet, ce tarif est tombé à 40 dollars ».
Ainsi, un ancien contributeur du site web Collider écrit aussi que « tout le monde est sous-payé, surmené et vraiment très — extrêmement — exploité ». Il continue en déclarant que « c’est l’un des pires endroits où [il n'ait] jamais travaillé et probablement l’une des pires publications journalistiques [qu'il ait] jamais vues ». Un autre contributeur de Collider écrit en 2023 que le site fonctionne comme « une usine à contenu, presque au niveau d'un atelier clandestin », avec des rédacteurs « constamment poussés à écrire davantage, et plus rapidement ».
Dans son enquête, The Wrap révèle également l'existence d'une « Valnet Blacklist 2025 », regroupant plus de 400 journalistes indépendants placés sur liste noire pour des critiques envers l'entreprise ou des comportements perçus comme inappropriés, tel le fait de critiquer les salaires ou de demander de les afficher sur les offres d'emploi.
En réponse à cette enquête, Valnet poursuit TheWrap pour diffamation, affirmant que le reportage est truffé d'erreurs. L'entreprise accuse également le journal d'avoir causé à Hassan Youssef un « immense stress émotionnel, affectant (entre autres) son humeur, son tempérament et sa capacité à dormir ».